# Comté de Culpeper
Pour les articles homonymes, voir Culpeper.
Le comté de Culpeper est un comté de Virginie, aux États-Unis. Au recensement de 2010, on y dénombrait 46 689 habitants répartis sur une aire de 990 km2.
Le comté a été fondé en 1749 à partir du comté d'Orange et a été nommé en l'honneur de l'ancien gouverneur de la Virginie Thomas Culpeper

## Géolocalisation
| Comté de Rappahannock |                   | Comté de Fauquier     |
|                       | Comté de Culpeper | Comté de Stafford     |
| Comté de Madison      | Comté d'Orange    | Comté de Spotsylvania |

## Histoire

Drapeau des Minutemen de Culpeper.

Culpeper se signale dans l'histoire américaine en donnant son nom à une unité formée en 1775 qui combattra du côté des insurgents (ou patriotes) pendant la Guerre d'indépendance des États-Unis, les Minutemen de Culpeper, dont le drapeau porte le célèbre serpent à sonnette enroulé,.
Le chemin de fer relie le comté à l'extérieur à partir de 1852. La première école publique ouvre en 1871. Le premier téléphone y est installé en 1894.

## Annexe